# Rijwegbeveiliging

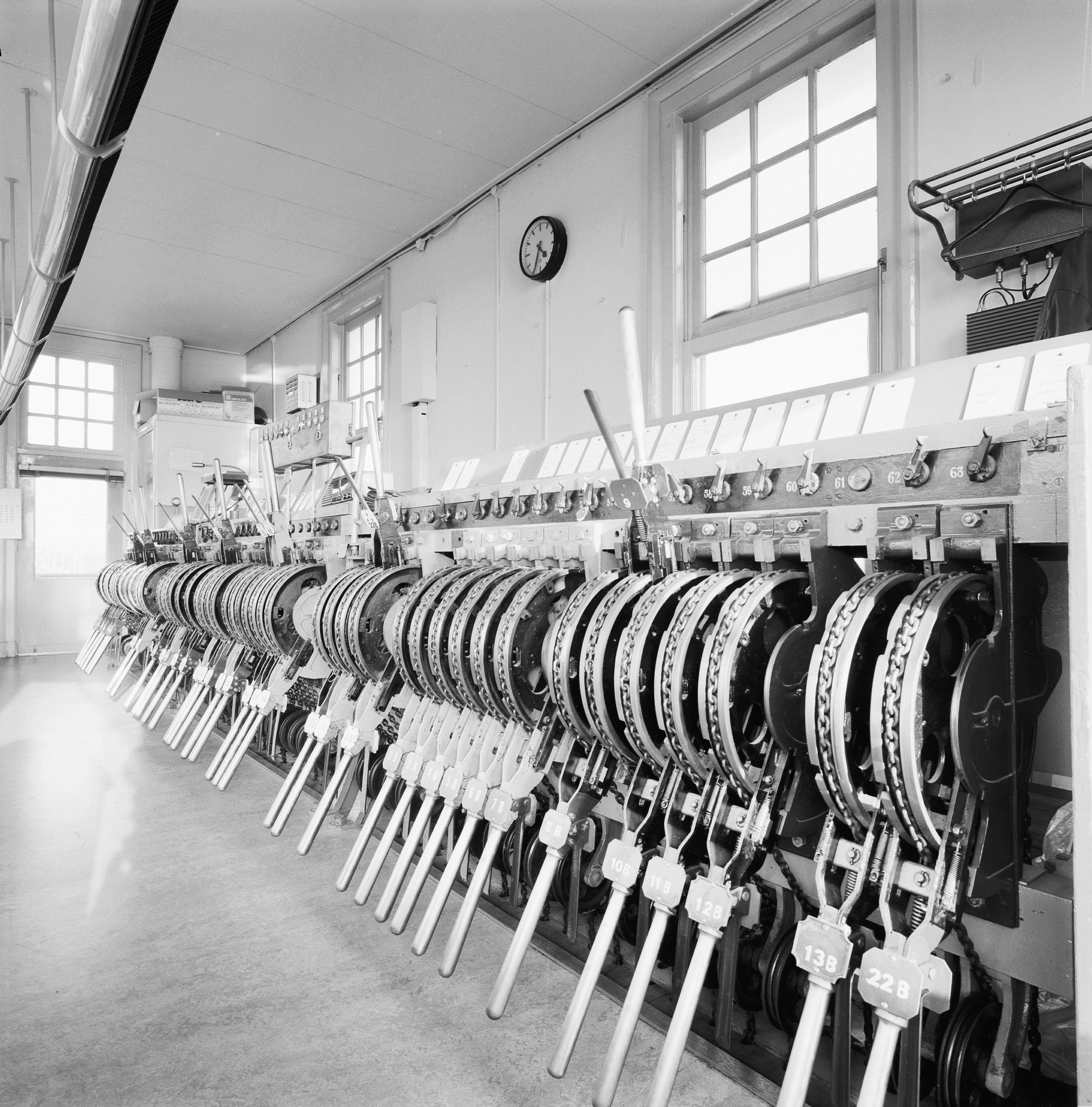
Interieur van seinhuis voor klassieke beveiliging in Roosendaal (rijksmonument met nummer 517243), 1 februari 1993

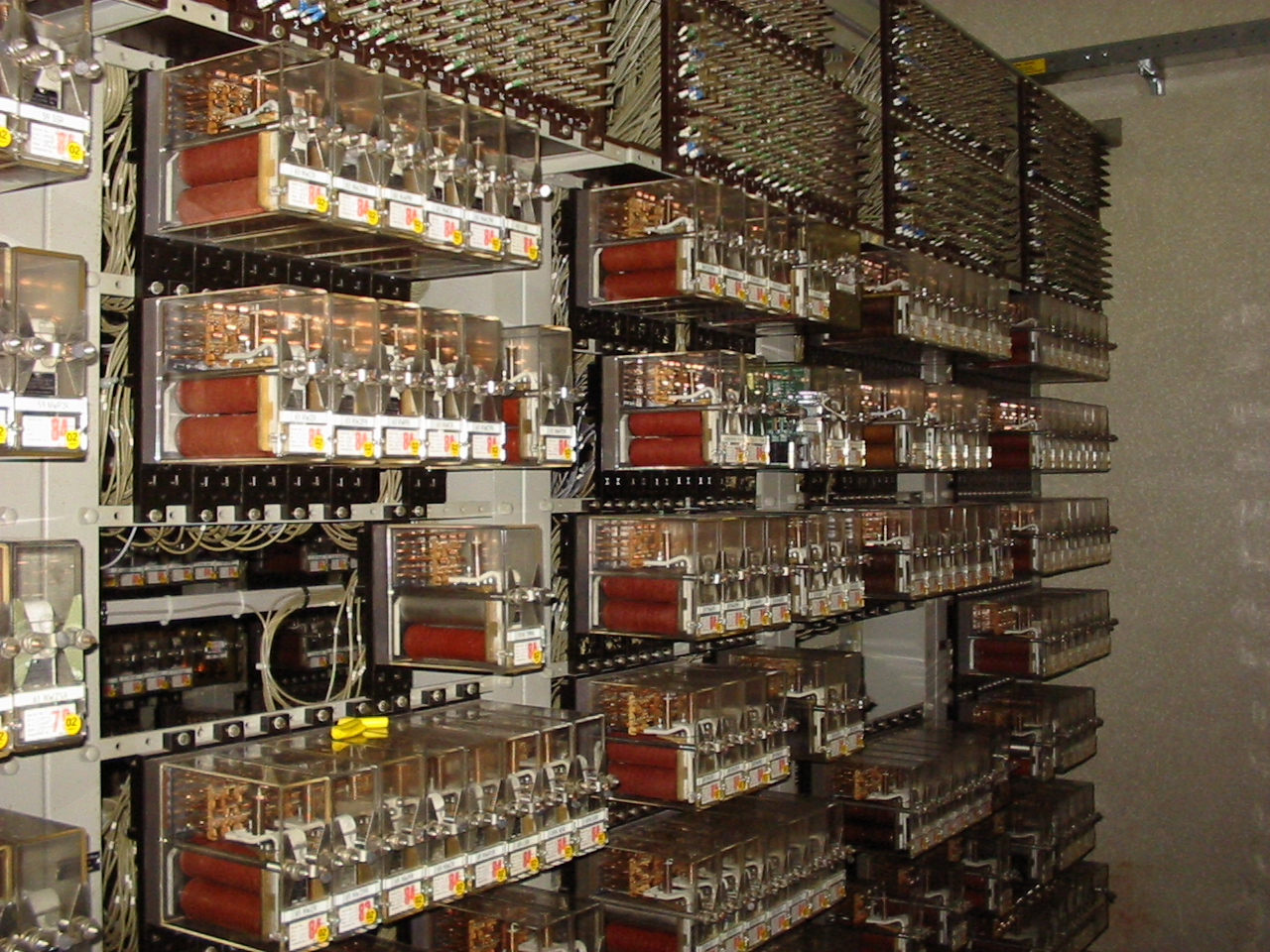
Rek met B-relais in een relaishuis te Geldermalsen, 20 juli 2004

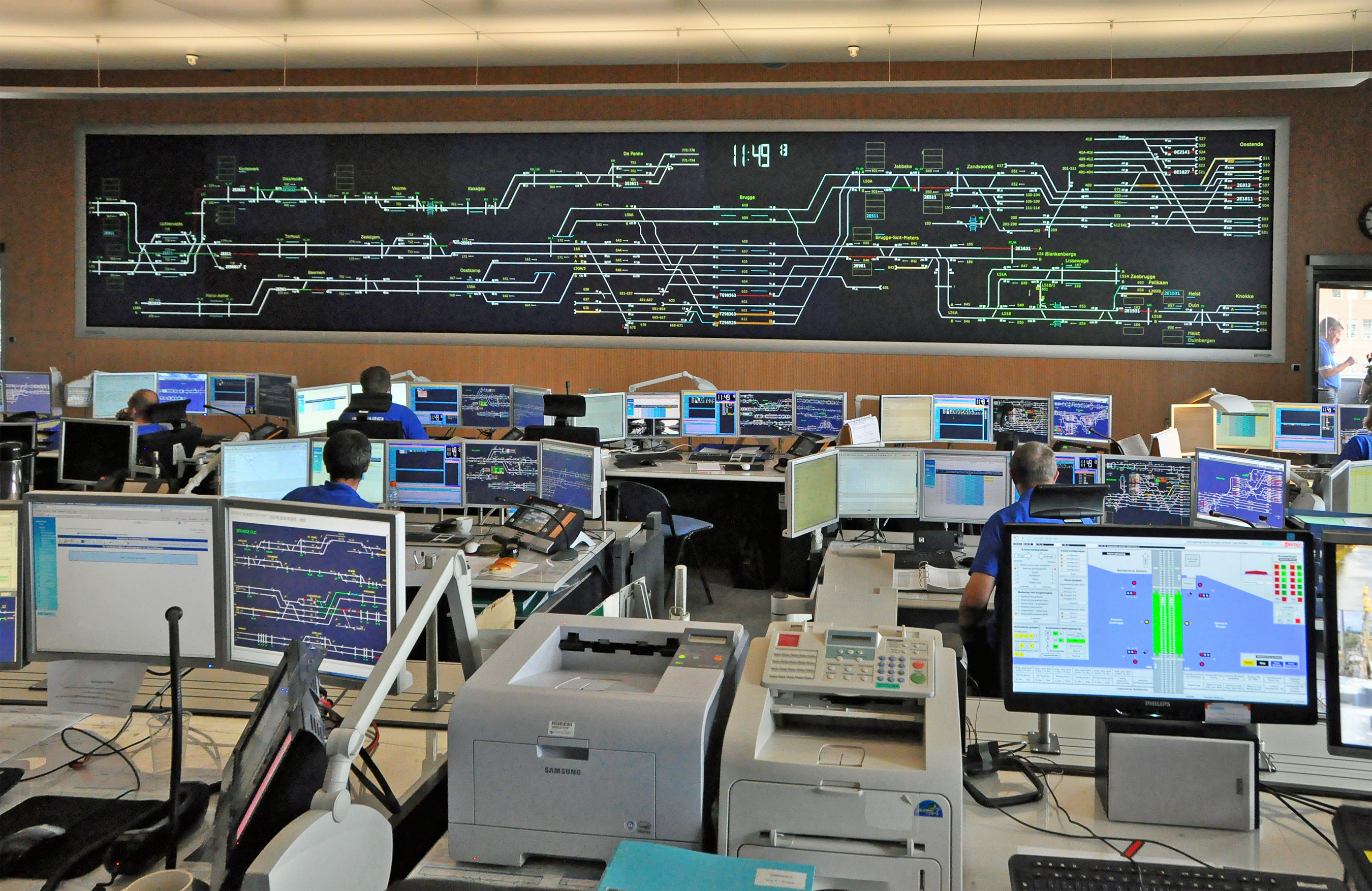
Seinhuis met bedieningsapparatuur voor elektronische bediening in Brugge, 7 oktober 2012

Rijwegbeveiliging, rijwegvergrendeling of interlocking zijn vormen van spoorwegbeveiliging. Een andere aanduiding is stationsbeveiliging. Rijwegbeveiliging sluit conflicterende treinbewegingen uit. Een rijwegbeveiliging verhindert dat een spoorwegsein op veilig gezet kan worden zolang niet gegarandeerd is dat de rijweg na dat sein veilig is. Als de rijweg veilig is wordt hij vastgelegd. Dan zijn alle wissels in de rijweg vergrendeld. Dat geldt ook voor de seinen die de toegang tot de rijweg "bewaken". Er kunnen dan geen rijwegen ingesteld worden die conflicteren met een vergrendelde rijweg. De rijweg kan pas worden vrijgegeven als de trein is gepasseerd, of na specifieke veiligheidshandelingen. Die laatste zijn bijvoorbeeld nodig als een trein stil valt.
Bij het begrip stationsbeveiliging maakt men onderscheid tussen stationsbeveiliging voor (stations)emplacement en blokbeveiliging voor de vrije baan. Er is echter geen principieel verschil tussen de beveiliging van de vrije baan en de stationsbeveiliging.
De laatste jaren wordt steeds vaker het Engelse woord interlockings gebruikt. Het wordt meestal in de meervoudsvorm gebruikt, en afgekort als IL of IXL. De afkorting IXL lijkt uit de Verenigde Staten afkomstig, waar het symbool X gebruikelijk is als aanduiding van kruising. Letterlijke vertalingen van interlockings zijn 'onderlinge vergrendelingen' of kortweg 'vergrendelingen'.

## Functies
Rijwegbeveiliging zorgt ervoor dat seinen alleen op veilig kunnen staan als:
- op het spoor na het sein geen treinen aanwezig zijn
- eventuele wissels na dat sein in de juiste stand liggen en vergrendeld zijn
- er geen rijwegen ingesteld zijn die een andere trein kunnen leiden naar de rijweg waarvoor een sein op veilig staat, en dat de mogelijkheden om zo'n strijdige rijweg alsnog in te stellen zijn afgegrendeld
- de beveiligingsmaatregelen voor de rijweg pas ongedaan worden gemaakt als de trein is gepasseerd of dat er voldoende zekerheid is ontstaan dat de trein tot stilstand is gekomen en geen gebruik meer zal maken van de rijweg, of van het overgebleven deel van de rijweg.

Vaak biedt rijwegbeveiliging ook extra beveiligingsmaatregelen:
- het vrijhouden van een extra stuk spoor aan het eind van de rijweg, zodat er geen ongeval of schade ontstaat als de trein onverhoopt pas voorbij een stoptonend sein tot stilstand komt
- het automatisch intrekken van een rijweg en het in de stand stop laten vallen van de bijbehorende seinen als de ingestelde rijweg onverhoopt toch door een andere trein bereden of gekruist wordt, of als gedetecteerd wordt dat dit dreigt te gebeuren.

## Drie generaties van technieken
- De klassieke beveiliging of mechanische beveiliging is de eerste generatie rijwegbeveiliging. De linealenkast is het hart van de mechanische rijwegbeveiliging.
- De tweede generatie wordt gevormd door relaisbeveiligingen. Deze techniek is gebaseerd op elektromechanica. Een belangrijk onderdeel van elektromechanische beveiligingen zijn B-relais. Deze zijn specifiek voor spoorwegbeveiliging. Een voorbeeld is de in Nederland bekende NX-beveiliging.
- Elektronische rijwegbeveiligingen vormen de derde generatie. Ze bestaan uit microprocessoren die gebruik maken van programmatuur of uit PLC's.

## Voetnoten
1. ↑  Een praktisch verschil tussen stationsbeveiliging en beveiliging van de vrije baan is dat de beveiliging van de vrije baan vaak zo volledig is geautomatiseerd dat de treindienstleider geen mogelijkheid heeft de seinen op de vrije baan te bedienen.